# أدريان سكاربورو
أدريان سكاربورو (بالإنجليزية: Adrian Scarborough)‏ هو ممثل بريطاني، ولد في 10 مايو 1968 في المملكة المتحدة. من الجوائز التي نالها جائزة لورنس أوليفيه.

## أعمال

### أفلام
- (1994) جنون الملك جورج
- (2001) منتزه جوسفورد[5]
- (2010) خطاب الملك[6]
- (2012) البؤساء

## جوائز
- جائزة لورنس أوليفيه

## وصلات خارجية
- أدريان سكاربورو على موقع IMDb (الإنجليزية)
- أدريان سكاربورو على موقع روتن توميتوز (الإنجليزية)
- أدريان سكاربورو على موقع قاعدة بيانات الأفلام العربية
- أدريان سكاربورو على موقع ألو سيني (الفرنسية)
- أدريان سكاربورو على موقع ميوزك برينز (الإنجليزية)
- أدريان سكاربورو على موقع أول موفي (الإنجليزية)
- أدريان سكاربورو على موقع قاعدة بيانات الأفلام السويدية (السويدية)
- أدريان سكاربورو على موقع قاعدة بيانات الفيلم (الإنجليزية)
- أدريان سكاربورو على موقع كينوبويسك (الروسية)